# 血栓溶解薬
血栓溶解薬（けっせんようかいやく、英: Thrombolytic drug）とはプラスミノーゲンを蛋白分解的に活性化させプラスミンを形成する結果、すでに形成された血栓を溶解する薬物である。プラスミンはフィブリンをフィブリン分解生成物へ変える比較的特異度の低いプロテアーゼである。血栓溶解薬は病理学的血栓だけではなく、血管外傷に応じて生じた生理学的フィブリン凝塊も溶かすため重症の出血を起こす可能性があり、適応は限られている。

## 種類
血栓溶解薬はウロキナーゼ型プラスミノーゲン活性化因子（u-PA）と組織型プラスミノーゲン活性化因子（t-PA）がよく知られている。t-PAによるプラスミノーゲンの活性化速度はフィブリンが存在すると数百倍に亢進する。t-PAではフィブリン分子に結合することによりフィブリン血栓上でプラスミノーゲンを活性化させ、生じたプラスミンにより効率良くフィブリン分解が起こる。u-PAではフィブリンへの親和性が弱いので、主に血中のプラスミノーゲンをプラスミンに活性化することで血栓の溶解が起こる。u-PAはフィブリン特異性が低いため、治療薬としてのu-PAの使用は限定されている。
現在のところ日本で臨床的に用いられているt-PA製剤は全て、遺伝子組み換え組織型プラスミノーゲン活性化因子（rt-PA）である。アルテプラーゼとモンテプラーゼの2種類がある。アルテプラーゼは天然型t-PA(血管内皮細胞が産出するt-PA)と同じアミノ酸配列であるが、モンテプラーゼは半減期延長のために一部アミノ酸置換している。双方のt-PA製剤は急性心筋梗塞に適応があり、アルテプラーゼは虚血性脳血管障害、モンテプラーゼが急性肺塞栓症に適応がある。

## 治療の実際

### 急性肺塞栓症の血栓溶解療法
日本ではモンテプラーゼのみに適応がある。ショック、右心不全合併例で用いられる。早期の血栓溶解作用や血行動態の改善効果は優れるが予後改善効果はヘパリンと比較して有意差はない。

### 急性冠症候群の血栓溶解療法
アルテプラーゼ、モンテプラーゼが使用可能である。ST上昇型急性冠症候群でPCIによる再灌流療法が行えない場合は発症12時間以内が血栓溶解療法が考慮される。日本ではPCIが普及しているためあまり行われない。日本人ならばアルテプラーゼで0.5～0.75mg/Kgで使用される。

### 脳梗塞の血栓溶解療法
アルテプラーゼが用いられる。脳梗塞という病気自体が脳出血のリスクが高いため、その他の疾患よりも適応が厳しい。日本人ならばアルテプラーゼで0.6mg/kgで使用される。